# Четвертий апеляційний адміністративний суд

Юрисдикція суду

Четвертий апеляційний адміністративний суд — апеляційний спеціалізований адміністративний суд, розміщений у місті Херсоні. Юрисдикція суду поширюється на тимчасово окуповані Автономну Республіку Крим та місто Севастополь.
Суд утворений 25 червня 2018 року на виконання Указу Президента «Про ліквідацію апеляційних адміністративних судів та утворення апеляційних адміністративних судів в апеляційних округах» від 29 грудня 2017 року, згідно з яким мають бути ліквідовані апеляційні адміністративні суди та утворені нові суди в апеляційних округах.
Місцезнаходженням суду згідно з Указом Президента є Севастополь.
До початку роботи цього суду Київським апеляційним адміністративним судом забезпечується розгляд адміністративних судових справ, підсудних Севастопольському апеляційному адміністративному суду, що існував до анексії Криму Росією.

## Керівництво
Голова суду —
 Заступник голови суду —
 Керівник апарату — Бурак Ірина Миколаївна (т.в.о.)